# Sobralia herzogii
Sobralia herzogii är en orkidéart som beskrevs av Rudolf Schlechter. Sobralia herzogii ingår i släktet Sobralia och familjen orkidéer.
Artens utbredningsområde är Bolivia. Inga underarter finns listade i Catalogue of Life.